# 威廉·傑森·摩根
威廉·傑森·摩根（英語：William Jason Morgan，1935年10月10日—2023年7月31日），出生在喬治亞州薩凡納，美國地球物理學家，對板塊構造與地球動力學理論方面作出了開創性的貢獻。他為哈佛大學地球與行星科學系訪問學者。